# Amentotaxus yunnanensis
Amentotaxus yunnanensis är en barrväxtart som beskrevs av Hui Lin Li. Amentotaxus yunnanensis ingår i släktet Amentotaxus och familjen idegransväxter. Inga underarter finns listade i Catalogue of Life.
Arten förekommer med flera från varandra skilda populationer i de kinesiska provinserna Guizhou och Yunnan, i norra Vietnam samt i östra Laos (provins Houaphan). Amentotaxus yunnanensis växer i regioner som ligger 800 till 1600 meter över havet. Trädet ingår i tropiska städsegröna eller lövfällande skogar. Det tillhör oftast de mindre träden i skogarna men några exemplar kan bli höga så att spetsen får direkt solljus. Klimatet i regionen kännetecknas av mycket dimma och av en årsnederbörd av cirka 1500 mm. Marken i regionen består främst av kalkstensklippor.
På kalksten hittas arten vanligen tillsammans med andra barrträd som Fokienia hodginsii, Pseudotsuga sinensis, Tsuga chinensis, Podocarpus neriifolius, Dacrydium elatum och Taxus chinensis samt med olika lövträd. På annan grund som granit och gnejs hittas arten bredvid Cephalotaxus mannii, Dacrycarpus imbricatus och Nageia wallichiana. Trädets frön har bra förmåga att utveckla sig i skuggan.
Så länge Amentotaxus yunnanensis endast var känd från Kina listades arten som starkt hotad. Skogsavverkningar minskade beståndet. I utbredningsområdet inrättades två mindre naturreservat. Sedan upptäckten av dessförinnan okända populationer i Vietnam och Laos listas trädet av IUCN som sårbar (VU).

## Bildgalleri

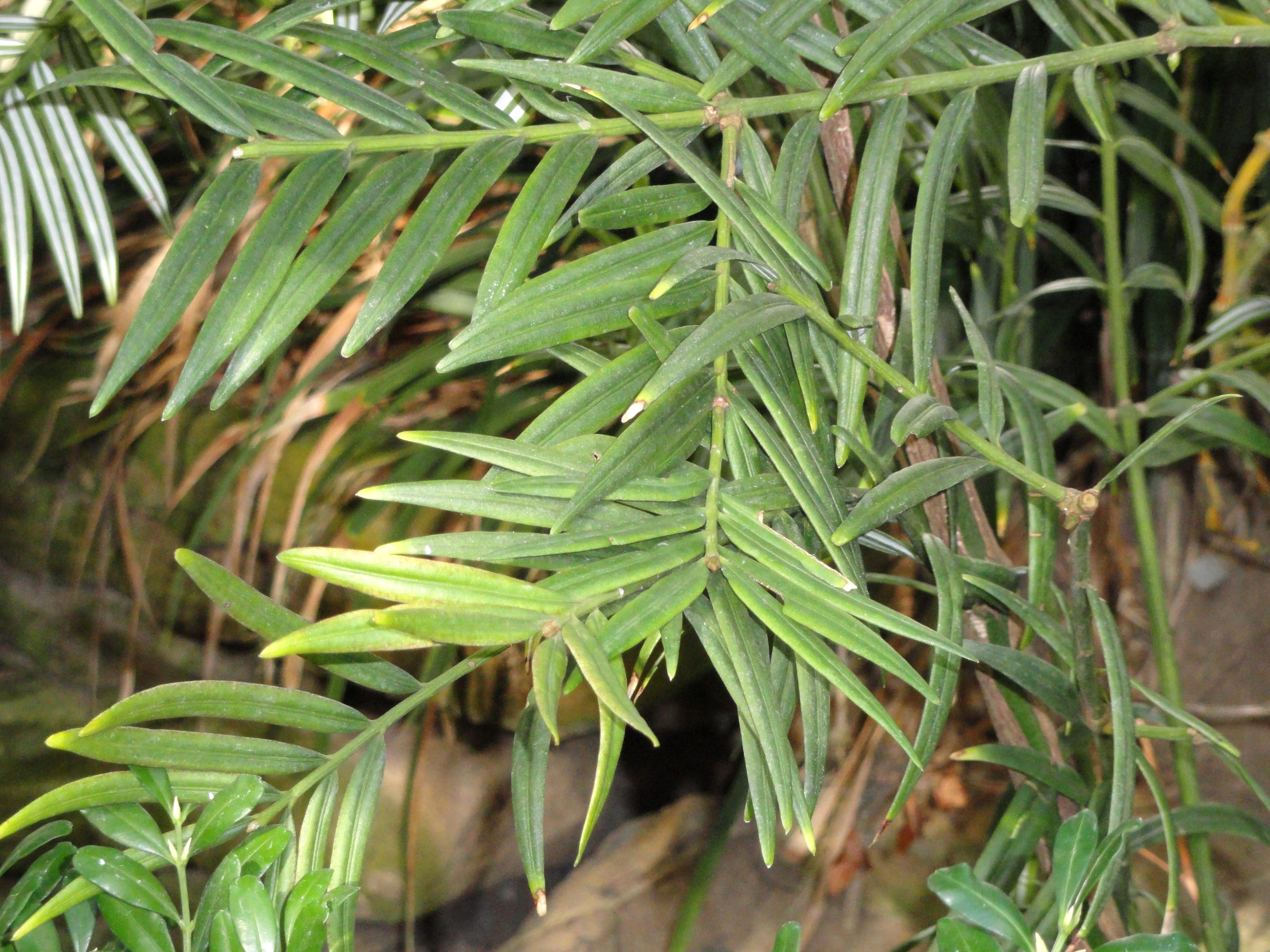
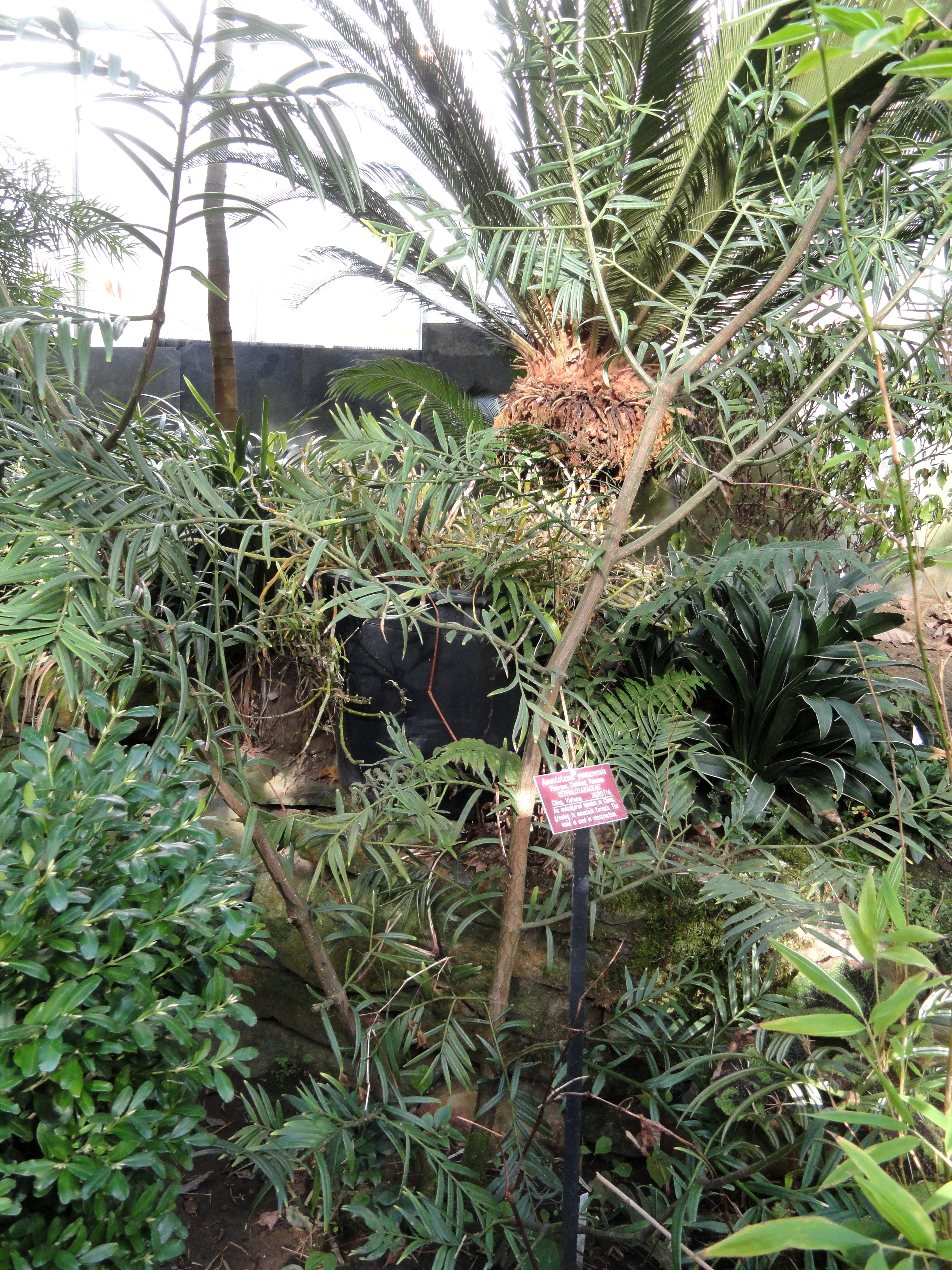